# Métropole de Samos et Icarie
La Métropole de Samos et Icarie (en grec byzantin : Ιερά Μητρόπολις Σάμου, Ικαρίας και Κορσεών) est un évêché du Patriarcat œcuménique de Constantinople « provisoirement » autorisé à participer à la vie synodale de l'Église orthodoxe de Grèce. Elle a son siège à Vathy Samou et elle étend son autorité sur les deux îles de Samos et d'Icarie ainsi que sur les petites îles de l'archipel de Phourni qui dépend d'Icarie.

## La cathédrale
- C'est l'église Saint-Nicolas de Vathy Samou.

## Les métropolites
- Pantéléïmon (né Bardakos à Ermioni en 1920) de 1974 à 1995.
- Eusèbe (né Pistolis sur l'île de Samos en 1949) depuis le 22 juillet 1995.

## Le territoire
Il compte 102 paroisses dont :
- Samos (4 paroisses)
- Agios Konstantinos de Samos (2 paroisses)
- Bathy de Samos (3 paroisses)
- Karlovassi de Samos (8 paroisses)
- Marathokambos de Samos (5 paroisses)
- Mytilinii de Samos (5 paroisses)
- Pagondas de Samos (2 paroisses)
- Chora de Samos (2 paroisses)

- Glarédès d'Icarie (2 paroisses)
- Daphni d'Icarie (2 paroisses)
- Eudilos d'Icarie (1 paroisse)
- Karavostamos d'Icarie (2 paroisses)

- Archipel de Phourni (3 paroisses)

## Les monastères

### Monastères d'hommes
- Monastère de la Sainte-Croix, à Mavratzaïi d'Icarie, fondé en 1592.
- Monastère Notre Dame Source Vivifiante, à Samos, fondé en 1866.
- Monastère de la Sainte Ceinture de la Mère de Dieu, fondé en 1695.
- Monastère de la Mégali Panaghia, fondé en 1586.
- Monastère de Vrondiani, fondé en 1566.
- Monastère du Prophète Élie, fondé en 1625.

### Monastères de femmes
- Monastère de la Sainte-Trinité, fondé en 1820.
- Monastère Notre Dame Source Vivifiante, à Kakopérato.
- Monastère Saint-Jean le Théologien.
- Monastère Notre Dame Source Vivifiante, à Glarédes d'Icarie.

## Les solennités locales
- La fête de la Transfiguration du Sauveur au Pythagorion le 6 août.
- La fête de sainte Marina à Agios Kyrikos (Saint Cyr) le 17 juillet.
- La fête de saint Georges de Samos, néomartyr vénéré à Chora de Samos, le 5 avril.

## Les sources
- (el) Le site de la métropole : http://www.imsamou.gr/index.php/el/
- Les diptyques de l'Église de Grèce, éditions Diaconie apostolique, Athènes (édition annuelle).